# Diritto dell'esecuzione penale
Il diritto dell'esecuzione penale è la normativa che regolamenta le modalità con cui vengono espiate le pene stabilite dalle sentenze di condanna (nell'ambito di quanto previsto dal diritto penale). 

## Nella procedura penale italiana
In Italia l''esecuzione è un istituto del diritto processuale penale, disciplinato dal titolo II del libro, contenendo quest'ultimo anche la disciplina del giudicato al libro I. Più precisamente l'esecuzione è prevista dagli artt. 648 e seguenti c.p.p.
Comprende quindi sia la parte del codice di procedura penale afferente all'esecuzione delle pene definitive, sia l'ordinamento penitenziario (per le pene che si stanno scontando in carcere e per la concessione delle pene alternative) ed il regolamento per l'esecuzione penale esterna (per le pene o la parte di pene scontate o da scontarsi fuori dal carcere, cioè le pene alternative alla detenzione).
Comprende quindi anche il diritto penitenziario.

### Storia
Inizialmente, nello Stato post-unitario l’esecuzione della pena era nelle attribuzioni del Ministero dell’Interno; solo «il decreto Oviglio del 31 dicembre 1922 n. 1718 e l’attuativo del 28 giugno 1923 n 1890 spostavano la competenza in tema di esecuzione penale dal Ministero dell’Interno a quello della Giustizia», dando parziale seguito ad istanze della dottrina giuridica da tempo esposte anche in Parlamento.

### Organi
Perno centrale dell'esecuzione è il Pubblico ministero, che è l'autore del provvedimento da eseguire, come previsto dall'art. 655:
2. Il pubblico ministero propone le sue richieste al giudice competente e interviene in tutti i procedimenti di esecuzione.
3. Quando occorre, il pubblico ministero può chiedere il compimento di singoli atti a un ufficio del pubblico ministero di altra sede.
4. Se per l'esecuzione di un provvedimento è necessaria l'autorizzazione , il pubblico ministero ne fa richiesta all'autorità competente; l'esecuzione è sospesa fino a quando l'autorizzazione non è concessa. Allo stesso modo si procede quando la necessità dell'autorizzazione è sorta nel corso dell'esecuzione.
5. I provvedimenti del pubblico ministero dei quali è prescritta nel presente titolo la notificazione al difensore, sono notificati, a pena di nullità, entro trenta giorni dalla loro emissione, al difensore nominato dall'interessato o, in mancanza, a quello designato dal pubblico ministero a norma dell'articolo 97, senza che ciò determini la sospensione o il ritardo dell'esecuzione.»
(art. 655 c.p.p. - Funzioni del pubblico ministero.)
Il processo di esecuzione è molto differente da quello di cognizione, in quanto genera episodi e decisioni controvertibili. Il giudice chiamato a decidere viene definito scolasticamente iudex in executivis, ed è disciplinato dal libro terzo, destinato interamente alla giurisdizione esecutiva. In particolare identificazione e competenze del giudice esecutivo sono previsti dall'art.665 c.p.p.
2. Quando è stato proposto appello, se il provvedimento è stato confermato o riformato soltanto in relazione alla pena, alle misure di sicurezza o alle disposizioni civili, è competente il giudice di primo grado; altrimenti è competente il giudice di appello.
3. Quando vi è stato ricorso per cassazione e questo è stato dichiarato inammissibile o rigettato ovvero quando la corte ha annullato senza rinvio il provvedimento impugnato, è competente il giudice di primo grado, se il ricorso fu proposto contro provvedimento inappellabile ovvero a norma dell'articolo 569, e il giudice indicato nel comma 2 negli altri casi. Quando è stato pronunciato l'annullamento con rinvio, è competente il giudice di rinvio.
4. Se l'esecuzione concerne più provvedimenti emessi da giudici diversi, è competente il giudice che ha emesso il provvedimento divenuto irrevocabile per ultimo. Tuttavia, se i provvedimenti sono stati emessi da giudici ordinari o giudici speciali, è competente in ogni caso il giudice ordinario.
4-bis. Se l'esecuzione concerne più provvedimenti emessi dal tribunale in composizione monocratica e collegiale, l'esecuzione è attribuita in ogni caso al collegio.»
(Art. 665. - Giudice competente.)
Accanto al giudice dell'esecuzione, come individuato sopra, opera il magistrato di sorveglianza, figura delineata dall'art. 677 c.p.p. ed introdotta nel 1975, i cui compiti sono di vigilare sull'esatta esecuzione della pena sia in ossequio a quanto deciso dai tribunali, sia nel rispetto dei diritti dei detenuti.

### Riti
Per poter procedere ad un'esecuzione è necessario un titolo esecutivo, azionato dal pubblico ministero nei modi di legge, ovvero con un ordine o un'ingiunzione nei casi di pena detentiva; con precetto nei casi di pena pecuniaria.
L'art.650 identifica le sentenze esecutorie: irrevocabili (ex art.648) e di non luogo a procedere se non più impugnabili.
Il rito solitamente si apre con un ordine del pubblico ministero che notificherà poi al difensore entro 30 giorni, anche se l'esecuzione si avvia prima della notifica. A giudicare è sottoposto il tribunale competente, che può decidere anche relativamente alla sospensione condizionale della pena, pene accessorie e misure alternative o sostitutive della pena.

### Giurisdizione
Si ha una giurisdizione esecutiva ogni volta che è previsto un contraddittorio nell'applicazione di dati provvedimenti. Mentre alcuni provvedimenti, quali l'amnistia e l'indulto, infatti, possono essere applicati dal giudice del merito de plano , altri presuppongono una discussione senza termini perentori con rito camerale impugnabile direttamente in Cassazione.
Il procedimento esecutivo è previsto dall'art.666 del codice di procedura penale. Il comma primo stabilisce che si tratta di una domanda con tre possibili istanti: il PM,il condannato ed il suo difensore. Il rito, camerale ai sensi dell'art. 127 del codice di procedura penale, è privo di formalità e termini. L'udienza si svolge senza la presenza del pubblico ma, a seguito alla sentenza della Corte costituzionale n. 97/2015, si svolge nelle forme dell'udienza pubblica se lo chiedono gli interessati. Viene instaurato dieci giorni prima dalle relative notifiche di circostanza, con termine di cinque giorni dall'udienza per le memorie da depositare se previste, ed il giudice decide nel contraddittorio con poteri istruttori autonomi.
È obbligatoria a pena di nullità la partecipazione del PM e del difensore.
La domanda può essere presentata per questioni sul titolo (6701), ovvero se manca l'atto, se è ancora impugnabile o è stato già impugnato.

## Nel diritto internazionale
Per lo Statuto di Roma, le pene detentive sono scontate in uno Stato prescelto dalla Corte, tra una lista di Stati dichiaratisi disponibili (art.103), ovvero, in mancanza, in un istituto penitenziario dello Stato ospitante (art.103, 4). In qualsiasi momento, la Corte, di ufficio o a richiesta del condannato, può disporre il trasferimento nella prigione di altro Stato (art.104). La pena detentiva è vincolante per tutti gli Stati Parti, nel senso che non può essere in alcun caso modificata (art.105).
La Corte esercita il controllo sull'esecuzione della pena (art.106), che deve essere conforme alle regole convenzionali internazionali generalmente riconosciute. Terminata l'espiazione della pena, il condannato che non sia cittadino dello Stato di detenzione, tenuto conto dei desideri espressi, può, se autorizzato, ivi permanere, o essere trasferito in altro Stato che accetti di accoglierlo (art.107).
Lo Stato incaricato dell'esecuzione non può perseguire, né estradare il detenuto per comportamenti anteriori al suo trasferimento nel medesimo Stato, se non per espressa autorizzazione della Corte (art.108).
Gli Stati Parti curano l'esecuzione delle sanzioni pecuniarie e delle misure di confisca ordinate dalla Corte (art.109), Sono trasferiti alla Corte i beni o i proventi ottenuti.
La Corte ha competenza esclusiva in ordine ad eventuali riduzioni di pena, concedibili se il condannato ne ha scontato i 2/3, o 25 anni di reclusione nel caso di condanna all'ergastolo (art.110), rimanendo lo Stato incaricato responsabile della sola esecuzione di questa.
In caso di evasione del detenuto, lo Stato incaricato dell'esecuzione dovrà richiedere allo Stato di soggiorno dell'evaso la consegna dello stesso, sulla base degli accordi internazionali vigenti tra i due Stati, ovvero, in mancanza, su sollecitazione della Corte (art.111).
In precedenza, gli Statuti istitutivi del Tribunale per l'ex-Jugoslavia e per il Ruanda prevedevano «non già l’obbligo del riconoscimento della sentenza o dei suoi effetti o l’obbligo della sua applicazione diretta, ma solo l’obbligo dell’esecuzione della condanna per lo Stato che dia la propria disponibilità ad accettare il condannato sul proprio territorio per l’espiazione della pena nelle proprie strutture penitenziarie».